# Setacera micans
Setacera micans är en tvåvingeart som först beskrevs av Alexander Henry Haliday 1833.  Setacera micans ingår i släktet Setacera och familjen vattenflugor. Arten är reproducerande i Sverige. Inga underarter finns listade i Catalogue of Life.